# Шабана (актриса)
Шабана (бенг. শাবানা, англ. Shabana; род. 15 июня 1952 года) — бангладешская актриса, снимавшаяся в фильмах на урду и бенгальском языке. Восьмикратная обладательница Национальной кинопремии Бангладеш за лучшую женскую роль.

## Биография
Актриса появилась на свет 15 июня 1952 года в Восточной Бенгалии (ныне территория подокруга Раозан, округа Читтагонг, Бангладеш) и при рождении на свет получила имя Афроза Султана Ратна.
Сниматься в кино начала с девяти лет, впервые появившись на экране в фильме Natun Sur (1962), после чего оставила обучение в школе.
Её взрослым дебютом стал фильм Chakori (1967), режиссёр которого дал ей псевдоним Шабана. Всего актриса появилась в свыше 300 фильмах на урду и бенгальском языке в течение 35 лет. Однако её карьера в пакистанском кино завершилась в 1971 году после обретения независимости Бангладеш.
В 1977 году была награждена Национальной кинопремией за лучшую женскую роль второго плана в фильме Janani. Впоследствии получила ту же премию за лучшую женскую роль восемь раз за фильмы: Sokhi Tumi Kar (1980), Dui Poisar Alta (1982), Najma (1983), Bhat De (1984), Apeksha (1987), Ranga Bhabi (1989), Moroner Pore (1990) и Achena (1991).
С 1973 года Шабана замужем за кинорежиссёром Вахидом Садиком, от которого имеет двух дочерей и сына.
В 1997 году актриса объявила о прекращении своей карьеры и в 2000 вместе с семьёй переселилась в США.